# Eid al-Adha
Eid al-Adha (tiếng Ả Rập: عيد الأضحى ‘Īd al-’Aḍḥá, IPA: [ʕiːd al ʔadˁˈħaː], "lễ tế sinh, lễ hiến sinh), cũng gọi là Id-ul-Zuha, là một dịp lễ kéo dài 3 ngày được người Hồi giáo trên toàn thế giới tổ chức nhằm tôn vinh việc ʾIbrāhīm (Abraham) đã sẵn lòng vâng lời Thượng đế mà hiến tế con trai Ismā'īl (Ishmael), trước khi Thượng đế can thiệp để cấp cho ông ta một con cừu làm vật hiến tế thay thế.
Eid al-Adha là dịp lễ sau trong hai dịp lễ Eid của người Hồi giáo Sunni và Shia. Nền tảng của lễ Eid al-Adha đến từ tiết thứ 196 của sura (thiên) 2 (Al-Baqara) trong kinh Quran. Từ "Eid" xuất hiện trong Sura al-Mai'da  của kinh Qur'an, nghĩa là 'lễ trọng thể'. 3 ngày và 2 đêm của lễ Eid al-Adha được tổ chức hàng năm vào các ngày thứ 10, 11 và 12 của tháng 12 theo lịch Hồi giáo, tức tháng Dhu al-Hijjah (ذو الحجة). Theo Lịch Gregory được sử dụng rộng rãi trên thế giới, các ngày này thay đổi theo từng năm, tiến lên khoảng 11 ngày so với năm trước đó.
Giống như Eid ul-Fitr, Eid al-Adha bắt đầu với một lời cầu nguyện Sunnah gồm hai Raka'ah (đơn vị) tiếp theo là một bài thuyết pháp (khuṭbah). Lễ kỉ niệm Eid al-Adha bắt đầu sau Hajj, cuộc hành hương thường niên đến thánh địa Mecca ở Ả Rập Xê Út của người Hồi giáo trên toàn thế giới. Dịp lễ này cách xấp xỉ 70 ngày (2 tháng & 10 ngày) sau khi kết thúc tháng Ramadan, tức lễ Eid-ul-Fitr. Các nghi lễ được thực hiện cho đến lúc mặt trời lặn vào ngày 12 của tháng Dhu al-Hijjah. Việc tế sinh Eid có thể được thực hiện cho đến khi mặt trời lặn vào ngày thứ 13.